# Erwin Leiser
Erwin Leiser (geboren 16. Mai 1923 in Berlin; gestorben 22. August 1996 in Zürich) war ein deutsch-schwedischer Publizist und Regisseur von historisch-politischen Dokumentarfilmen. Das Schwerpunktthema seiner Filme war die Aufarbeitung der nationalsozialistischen Diktatur in einem aufklärenden und mahnenden Sinn.

## Leben und Wirken

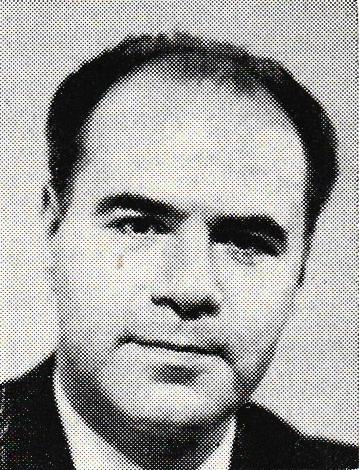
Erwin Leiser

Erwin Leiser war der Sohn des Rechtsanwalts Hermann Leiser (1880–1937) und der Emmy Abrahamson (1892–1964). Der Vater erhielt nach der Machtergreifung der Nationalsozialisten 1933 als Jude Berufsverbot. Leiser floh 1938 nach Schweden, wo er in einem Kinderheim für jüdische Emigranten untergebracht wurde. Er studierte Literaturgeschichte, Philosophie, Psychologie und Deutsch in Lund. Nach dem Zweiten Weltkrieg blieb er in Schweden und war von 1950 bis 1958 Feuilletonredakteur bei der Zeitung Morgon-Tidningen in Stockholm.
Neben seiner journalistischen Tätigkeit übersetzte er deutschsprachige Literatur ins Schwedische. Er war einer der ersten Förderer und Übersetzer der Dichterin Nelly Sachs und übersetzte Bertolt Brecht, Friedrich Dürrenmatt und Max Frisch. Diese Arbeiten führten ihn zur Herausgabe eines internationalen Theaterjahrbuchs.
Nach 1958 war er als freier Journalist für Zeitungen, Hörfunk und Fernsehen tätig. Er drehte als Regisseur und Autor zahlreiche Dokumentarfilme und Reportagen. Sein erster Film war 1960 Mein Kampf, eine Dokumentation über das von den Nazis so genannte „Dritte Reich“. Der Film gilt als Klassiker unter den Dokumentationen über die Zeit des Nationalsozialismus.
Auch später blieb die Auseinandersetzung mit dem Faschismus, speziell mit dessen deutscher Variante, dem Nationalsozialismus und der Aufarbeitung seiner Verbrechen, das prägende Thema seiner filmischen und publizistischen Arbeit.
1961 verließ Leiser Schweden und übersiedelte nach Zürich, wo er bis zu seinem Lebensende lebte. Er drehte weiterhin Dokumentarfilme und schuf zahlreiche Porträts von internationalen Künstlern für das Fernsehen.
1993 wurde die Dokumentation Pimpf war jeder im deutschen Fernsehen ausgestrahlt – in diesem Film berichtet Erwin Leiser von den Erlebnissen aus seiner schweren Schulzeit während der NS-Diktatur in den 1930er Jahren auf dem Berlinischen Gymnasium zum Grauen Kloster. Er berichtet über die Diskriminierung seiner selbst und anderer jüdischen Schüler, wohingegen einige seiner Klassenkameraden leugnen, dass die Juden auf der Schule je diskriminiert und/oder geschlagen worden seien. Anlässlich der 50-jährigen Abiturfeier im Jahr 1990 hatte Leiser sich mit einem Teil seiner damaligen Mitschüler wieder getroffen (Ein Drittel davon war im Zweiten Weltkrieg gefallen). Aus den Erzählungen der einzelnen Mitabiturienten – unter denen auch der spätere Nobelpreisträger der Physik Hans Dehmelt war – stellte Erwin Leiser die genannte Dokumentation zusammen.
Er fand auf dem Friedhof Oberer Friesenberg seine letzte Ruhestätte.

## Rezension
Anlässlich seines Todes nannte das Feuilleton von Die Zeit Leiser einen „Aufklärer und Mahner“:
„Das Prinzip all dieser Filme lautete, keine Urteile zu verkünden, sondern die Zuschauer selbst aktiv zum Urteilen einzuladen. Leiser ging es nie um die Schönheit der Bilder, sondern um die Haltung, die in ihnen zum Ausdruck kommt, um die Klarheit, mit der in seinen Filmen die inhumane Dimension jeglicher Ideologie deutlich wird - "ohne das ruhige Plätschern eines Kommentars, der alles erklärt, und ohne den Zeigefinger der Kontrastmontage, der sich in die Sinne des Zuschauers bohrt.“

## Filmografie
- 1960: Mein Kampf
- 1961: Eichmann und das 3. Reich
- 1963: Wähle das Leben
- 1964: Montage 1919 (Kurzdokumentarfilm)
- 1964: Montage 1924 (Kurzdokumentarfilm)
- 1968: Deutschland, erwache!
- 1968: Zum Beispiel Fritz Lang
- 1968: Rhythmus 21/68 – Hans Richter filmt und malt
- 1972: Keine Welt für Kinder
- 1973: Ich lebe in der Gegenwart – Versuch über Hans Richter
- 1982: Leben nach dem Überleben
- 1985: Die Mitläufer (mit Eberhard Itzenplitz)
- 1985: Hiroshima – Erinnern oder Vergessen?
- 1986: Boteros Corrida
- 1987: Die Welt im Container
- 1987: Hitlers Sonderauftrag Linz
- 1988: Die Feuerprobe – Novemberpogrom 1938
- 1992: 1937 – Kunst und Macht
- 1993: Die UFA – Mythos und Wirklichkeit
- 1993: Pimpf war jeder
- 1995: Zehn Brüder sind wir gewesen – Der Weg nach Auschwitz
- 1995: Otto John: eine deutsche Geschichte
- 1995: Feindbilder

## Bücher
- „Mein Kampf“. Eine Bilddokumentation nach Erwin Leisers Film. Fischer Bücherei, Frankfurt am Main 1962; Beltz, Weinheim 1995, ISBN 3-89547-711-7.
- Wähle das Leben! Das Buch zum Film. Hans Deutsch, Wien 1963.
- „Deutschland, erwache!“ Propaganda im Film des Dritten Reiches. Rowohlt, Reinbek 1968; 3. erw. Aufl. 1989, ISBN 3-499-12598-6.
- Leben nach dem Überleben. Dem Holocaust entronnen – Begegnungen und Schicksale. Athenäum Verlag, Königstein 1982; 2. unv. Aufl. Weinheim 1995, ISBN 3-89547-701-X.
- Entdeckungsreisen und Wanderungen daheim. Weber, Lorch 1982, ISBN 3-921519-51-9.
- Nahaufnahmen. Begegnungen mit Künstlern unserer Zeit. Rowohlt, Reinbek 1990, ISBN 3-499-12673-7.
- Gott hat kein Kleingeld. Erinnerungen. Kiepenheuer und Witsch, Köln 1993 ISBN 3-462-02248-2.
- Die Kunst ist das Leben. Begegnungen. Kiepenheuer & Witsch, Köln 1995, ISBN 3-462-02477-9.
- Auf der Suche nach Wirklichkeit. Meine Filme 1960–1996. UVK Verlagsgesellschaft, Konstanz 1996, ISBN 3-89669-208-9.